# Neossiosynoeca
Neossiosynoeca är ett släkte av fjärilar. Neossiosynoeca ingår i familjen plattmalar.
Kladogram enligt Catalogue of Life:
| Neossiosynoeca | \| \| Neossiosynoeca agnosta \| \| \| \| \| \| Neossiosynoeca scatophaga \| \| \| \| |
|                | \| \| Neossiosynoeca agnosta \| \| \| \| \| \| Neossiosynoeca scatophaga \| \| \| \| |
|                | Neossiosynoeca agnosta                                                               |
|                |                                                                                      |
|                | Neossiosynoeca scatophaga                                                            |
|                |                                                                                      |